# Друнгариј флоте
Друнгарије царске флоте (Грчки: δρουγγάριος τοῦ πλοΐμου, droungarios tou ploïmou; после 11. века δρουγγάριος τοῦ στόλου, droungarios tou stolou) био је од 8. до 11. века заповедник Царске Флоте, елитне јединице византијске морнарице, стациониране у Цариграду, док су Флотама провинција (поморских тема) командовали стратези. Реформама Алексија I Комнина (1082-1118), цела флота је смештена у Цариград и стављена под команду Мега дукса (Грчки: μεγας δουξ, megas doux). 